# La Franquesa (Moià)
La Franquesa és una masia situada en el terme municipal de Moià, a la comarca catalana del Moianès. Està situada a migdia de la vila de Moià, a ponent de la carretera C-59 en el punt quilomètric 36,5.